# Zamarada pristis
Zamarada pristis là một loài bướm đêm trong họ Geometridae.